# Stanislav Griga
Stanislav Griga   (Žilina, 4 de novembre de 1961) és un exfutbolista eslovac de la dècada de 1980.
Fou 34 cops internacional amb la selecció txecoslovaca amb la qual participà en la Copa del Món de Futbol de 1990.
Destacà com a futbolista al club AC Sparta Praga on també fou entrenador. També fou seleccionador eslovac.